# Hubert Gallet de Santerre
Pour les articles homonymes, voir Santerre.
Hubert Gallet de Santerre, né le 10 juin 1915 à Marseille et mort le 10 juin 1991 à Saint-Clément-de-Rivière dans l'Hérault, est un helléniste et archéologue français. Il a été professeur à la faculté des lettres de Montpellier et recteur de l'académie de Dijon.

## Biographie
Hubert Gallet de Santerre fait ses études secondaires au lycée Perrier avec ses deux frères Jean et Roger puis khâgne et hypokhâgne au  lycée Thiers de Marseille. Il entre à l'École normale supérieure en 1935. Il est reçu à l'agrégation de lettres en 1939. Il est nommé professeur au lycée Thiers, puis agrégé-répétiteur de grec à la rue d'Ulm.
Il devient, en 1945, membre de l'École française d'Athènes, dont il est ensuite secrétaire général. Il se consacre alors à l'exploration archéologique de Délos. Il soutient sa thèse de doctorat d'État ès-lettres sur Délos primitive et archaïque en 1956 à la Sorbonne. 
Il est nommé professeur à la faculté des lettres de Montpellier en 1958 ; il en est le doyen de 1966 à 1967. Il prend à cette époque la responsabilité des fouilles du site d'Ensérune, où il continue l'œuvre de Jean Jannoray et de l'abbé Joseph Giry. Il est aussi directeur de la circonscription des antiquités historiques et mène également des fouilles à Kerkouane en Tunisie. Il est l'un des fondateurs de la Revue archéologique de Narbonnaise, dont il a été longtemps directeur.
Il est nommé recteur de l'académie de Dijon fin 1967, avant de revenir à Montpellier en 1973 jusqu'à sa retraite en 1984.
Il est élu à l'Académie des sciences et lettres de Montpellier en 1963.
Hubert Gallet de Santerre était officier de la Légion d'honneur.

## Distinctions
- Officier de la Légion d'honneur.

## Publications
- Délos primitive et archaïque (coll. « Bibliothèque des Écoles françaises d'Athènes et de Rome », 192), Paris, E. de Boccard, 1958, 360 p.-XXXVI p. de pl., cartes et plans (thèse principale)[6].
- Exploration archéologique de Délos faite par l'École française d'Athènes.... 24 : La terrasse des lions, le Létoon et le monument de granit à Délos : publication topographique et architecturale, Paris, E. de Boccard, 1959, 126 p., LXXV pl. (thèse complémentaire).
- Ensérune (coll. « Petites notes sur les grands édifices », 13), Paris, Caisse nationale des monuments historiques et des sites, 1978, 63 p., ill.  (ISBN 2-85822-007-7)
- Ensérune : les silos de la terrasse est (coll. « Supplément à "Gallia" », 39), Paris, Éditions du Centre national de la recherche scientifique, 1980, 64 p.-XLII p. de pl.  (ISBN 2-222-02555-9)